# Kraljuščica
Kraljuščica je rijeka u Bosni i Hercegovini.
Rijeka se nalazi u općini Konjicu. Duga je oko 9 kilometara. Na rijeci su izgrađene 2 mHE. Ulijeva se u umjetno Jablaničko jezero.